# Maladera lodosi
Maladera lodosi är en skalbaggsart som beskrevs av Baraud 1975. Maladera lodosi ingår i släktet Maladera och familjen Melolonthidae. Inga underarter finns listade i Catalogue of Life.